# Krępa Górna
Krępa Górna [pronunciación en polaco: /ˈkrɛmpa ˈɡurna/] es un pueblo ubicado en el distrito administrativo de Gmina Lipsko, dentro del Distrito de Lipsko, Voivodato de Mazovia, en el este de Polonia central. Se encuentra aproximadamente a 8 kilómetros al oeste de Lipsko y a 126 kilómetros al sur de Varsovia.
El pueblo tiene una población de 320 habitantes.